# 杨鹤亭
杨鹤亭（1877年—1961年），河南南阳县人，民国时期南阳府第一任知府、同盟会南阳分会会长、南阳女子中学創校校长。不晚於1931年加入中國共產黨。兒子杨廷宝是南京工學院建築系主任、中國科學院技術科學部委員。

## 生平
世居南阳县南岸溧河乡赵营村, 后迁居南阳城内。
清光绪三十二年（1906）毕业于北京政法学堂。辛亥革命后任民国时期南阳府第一任知府，因不滿袁世凯總統，僅任3個月就辞职到开封中学任教。1928年返南阳创办南阳女子中学，兼任首任校长。與河南新乡人郭文煊和李霞生志同道合，一同參與不少救國運動。1931年親歷九一八學潮及其高潮珍珠橋慘案。